# ليون (اسم)
ليون أو لاون (بالفرنسية: Léon)‏ هو اسم علم مذكر من أصل فرنسي، ومعناه هو أسد.

## شخصيات تحمل الاسم
- ليون بلوم
- ليون فوكو